# Daucus mauritii
Daucus mauritii är en flockblommig växtart som beskrevs av fader Sennen. Daucus mauritii ingår i släktet morötter, och familjen flockblommiga växter. Inga underarter finns listade i Catalogue of Life.